# 秦酒公

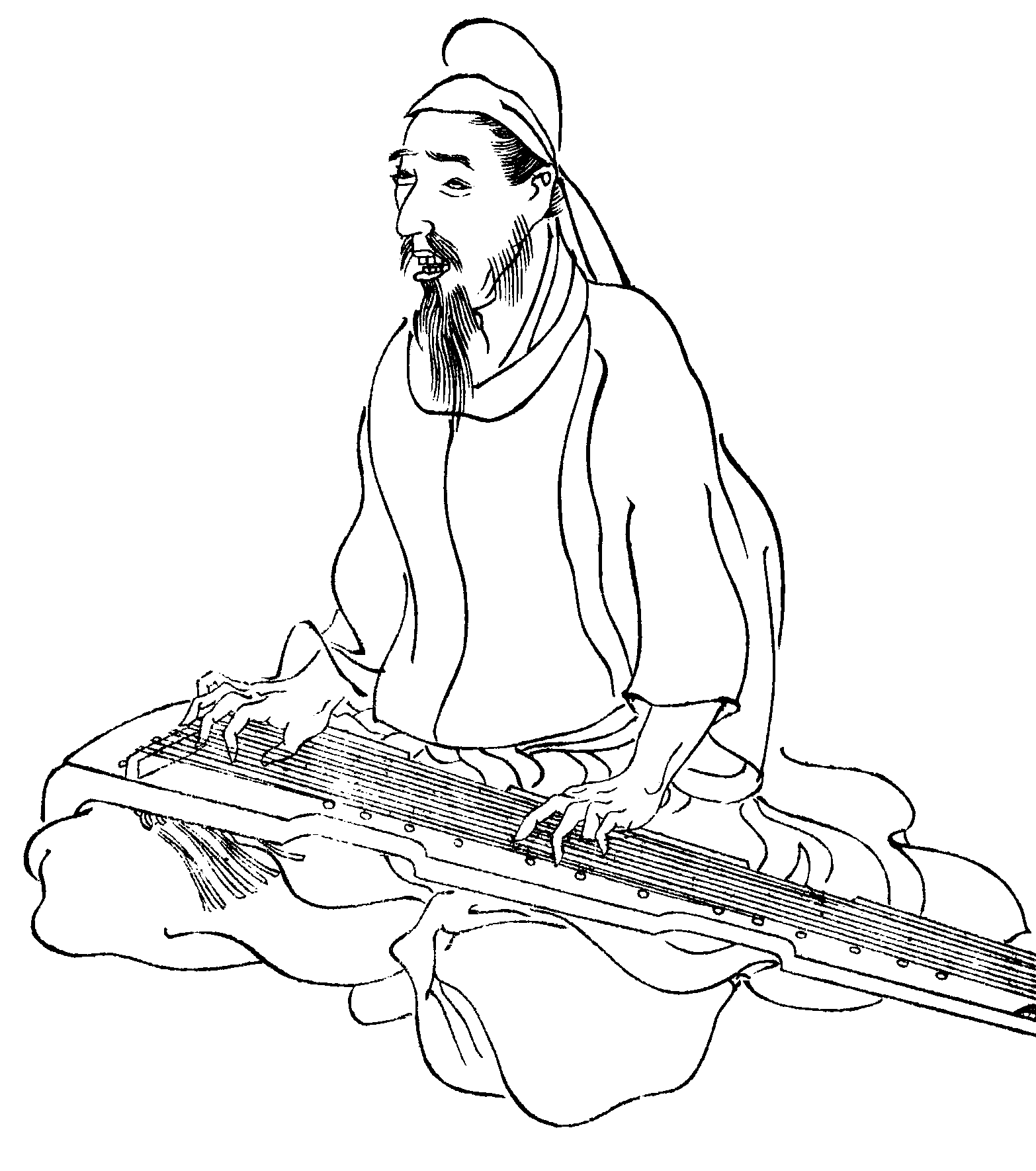
秦酒公（『前賢故実』より）

秦 酒 公（はたの さけ の きみ）とは、日本古代の、5世紀後半頃の豪族。浦東君の子。秦意美の父。

## 経歴
渡来系氏族の廷臣と伝えられている。
『日本書紀』巻第十四によれば、雄略天皇が木工（こだくみ）の闘鶏御田(つげ の みた)に命じて楼閣を造らせた。御田は楼に登って、四方に飛ぶように疾走した。これを見ていた伊勢の采女がその速さに驚き
、饌（そなえもの）をひっくりかえしてしまった。天皇はこれを見て、御田がその采女を犯したのだと疑い、物部（もののべ）の手に渡して処刑しようとしたとき、酒公が琴を弾いて歌を歌い、御田の無実を天皇に悟らしめた。
また、秦の民が分散して臣・連などの姓を持つ諸氏のもとに置かれ、おのおのの一族のほしいままに駈使されている情況を嘆いて、秦造酒は天皇に訴えた。天皇はこれを集めて酒公に賜った。酒公はこの百八十種勝（ももあまりやそ の すぐり）を率いて庸、調の絹や縑（かとり）を献上し、その絹･縑が朝廷にうず高く積まれたので、「禹豆麻佐」（うつまさ）の姓を賜ったという話がある。この話は『新撰姓氏録』や『古語拾遺』にもみえ、『新撰姓氏録』には、さらに大蔵の長官になった、と伝えられている。